# Любицкий (Самарская область)
Любицкий — посёлок в Красноармейском районе Самарской области, входит в состав сельского поселения Красноармейское.

## География
Посёлок находится на расстоянии примерно 4 км (по прямой) к северу от села Красноармейское, административного центра района.

### Часовой пояс
Посёлок Любицкий, как и вся Самарская область, находится в часовой зоне МСК+1. Смещение применяемого времени относительно UTC составляет +4:00.

## Население
| 2010 | 2021 |
| ---- | ---- |
| 402  | ↘304 |

### Национальный состав
Согласно результатам переписи 2002 года, в национальной структуре населения русские составляли 74 % из 419 чел.